# Музей авіації армії США
Музей авіації армії США розташований у форті Ракер поблизу Озарку, Алабама. У музеї зберігається найбільша в світі колекція вертольотів. В музеї є 50 рідкісних літальних апаратів, які є свого роду артефактами авіації від репліки військового біплана братів Райт Model B до вертольота AH-64 Apache, який брав участь у операції «Буря в пустелі». У колекції музею є понад 160 літальних апаратів і 3000 історичних предметів.

## Колекція

### На виставці
- Райт Model B репліка

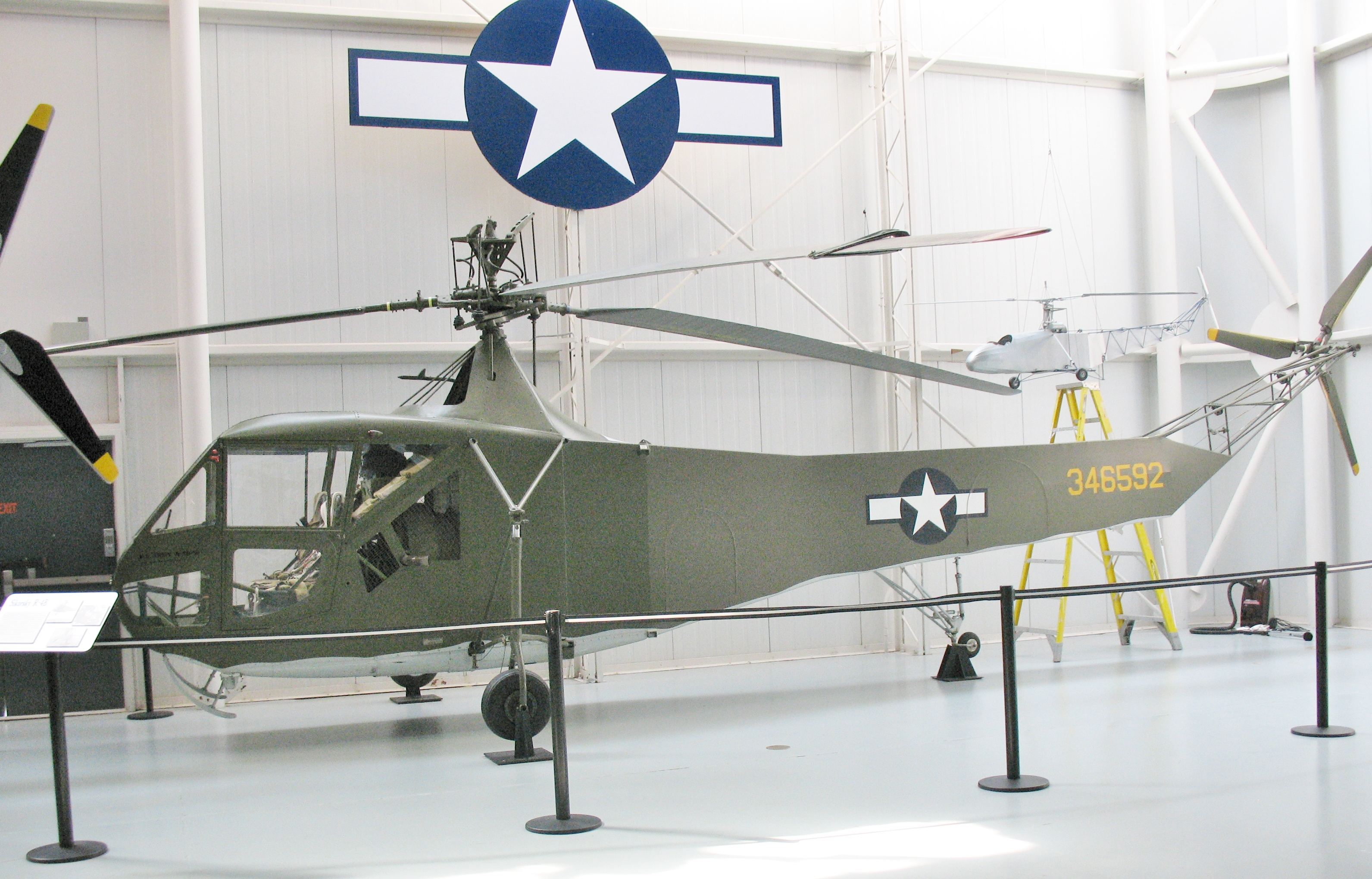
Sikorsky R-4B

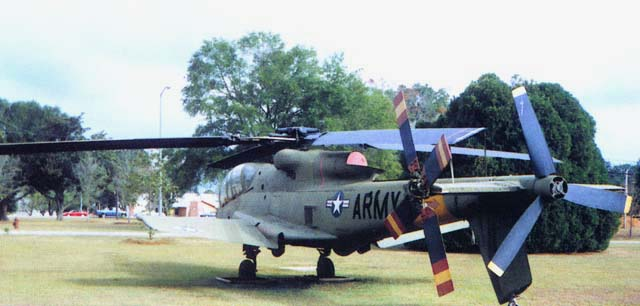
AH-56A Cheyenne

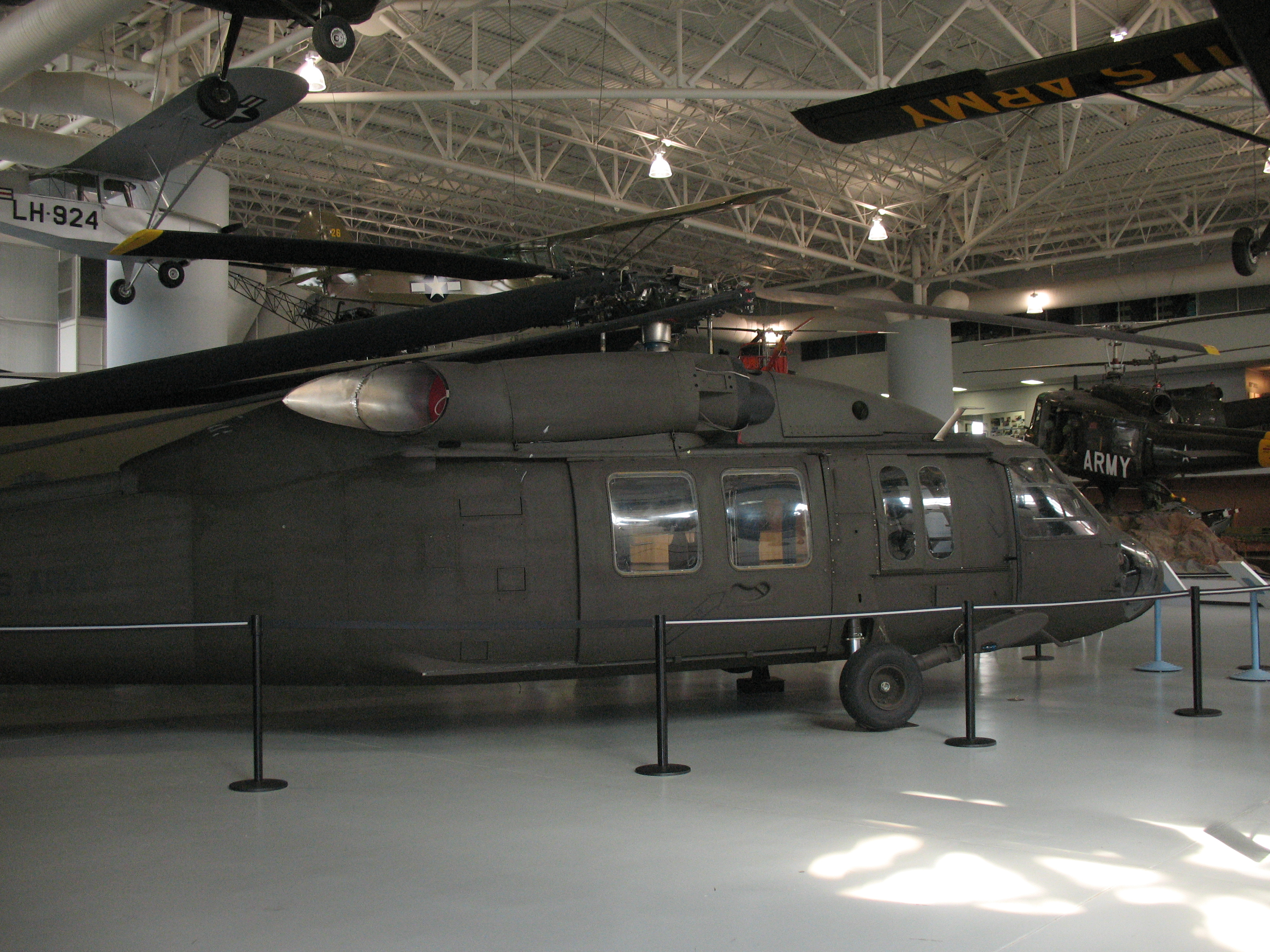
UH-60 Blackhawk

- AH-64 Apache брав участь у «Бурі в пустелі»
- Bell AH-1G nf AH-1S Cobra
- Sikorsky H-19 Chickasaw
- Piasecki CH-21C Shawnee
- Sikorsky CH-37B Mojave
- Boeing-Vertol CH-47A Chinook
- Sikorsky CH-54A Tarhe
- H-23A Raven
- H-25A Army Mule
- OH-13C and OH-13E Sioux
- OH-23B Raven
- OH-58D Kiowa
- OH-6A Cayuse x 2
- R-4B Hoverfly I
- R-5 Dragonfly x 2
- Sikorsky R-6A Hoverfly II
- TH-13T Sioux
- TH-55A Osage
- UH-1B Iroquois (Huey) x 2
- UH-1H Iroquois
- YUH-1D/H Iroquois
- VH-34A Army One
- AH-56A Cheyenne
- YAH-64A Apache
- YUH-60 Black Hawk
- Nieuport 28C-1
- Royal Aircraft Factory BE-2C
- Sopwith F.1 Camel replica
- Piper J-3 Cub
- Curtiss JN-4D Jenny
- Aeronca L-16A Champ
- Cessna L-19A Bird dog
- Taylorcraft L-2A Grasshopper
- Piper L-4B Cub
- Grumman OV-1B Mohawk
- Curtiss SE-5A
- de Havilland Canada U-1A Otter
- de Havilland Canada YC-7A Caribou
- de Havilland Canada YU-6A Beaver

### Інші знамениті літальні апарати
- Sikorsky S-72 Дослідний ЛА роторної системи (RSRA)
- McDonnell XV-1 Конвертоплан
- Ryan XV-5B Vertifan
- Hawker XV-6A Kestrel
- Ryan VZ-3RY Vertiplane
- YH-41A Seneca
- Curtiss-Wright VZ-7

Джерела: Сторінки колекції музею авіації армії США